# IPhone OS 1
iPhone OS 1, яку зазвичай називають iOS 1 — перший основний випуск мобільної операційної системи iOS, що розроблена Apple Inc. Офіційної назви під час її першого випуску зазначено не було; У маркетинговій літературі Apple просто зазначено, що iPhone працює на версії настільної операційної системи Apple, macOS, яка раніше була знана як Mac OS X. 6 березня 2008 року, з випуском набору розробницького програмного забезпечення для iPhone (iPhone SDK), Apple назвала цю операційну систему iPhone OS (згодом, 7 червня 2010 року, її було перейменовано на «iOS»). Її наступником стала iPhone OS 2, яка була випущена 11 липня 2008 року.

## Історія

### Історія розробки
Розробка iPhone OS 1 і першого покоління апаратного забезпечення iPhone відбувалася спільними зусиллями. Лише співробітникам Apple дозволили бути частиною команди розробників iPhone. Це був цілковито таємний проєкт, і під час відбору команди навіть їм не сказали, над чим вони будуть працювати. У Apple було дві команди, які працювали над створенням iPhone: одна працювала над перетворенням iPod в телефон, а інша — над стисненням операційної системи Mac OS X, щоб змусити її працювати на менших пристроях, таких як телефони. Команда під керівництвом Джона Рубінштейна працювала над розробкою легкої версії операційної системи на базі Linux, яку зазвичай називають Acorn. У той час як інша команда на чолі зі Скоттом Форсталом працювала над розробкою більш стиснутої та спрощеної версії Mac OS X під кодовою назвою purple, яка могла б працювати на чипсеті ARM. Тоні Фаделл, який тоді очолював команду iPhone, сказав: «Це був конкуруючий набір ідей, а не команди, і ми всі над цим працювали». Існувало від 16 до 17 різних концепцій. Багато людей у команді все ще були зациклені на думці, що кожен друкувати текст на апаратній клавіатурі, а не на склі. Ідея представити повний сенсорний екран була дуже інноваційною для всіх. Було створено прототип багатьох користувацьких інтерфейсів, у тому числі мультитач-колесо. Генеральний директор Apple Стів Джобс наполягав на створенні прототипів усіх концепцій/ідей до того, як була обрана версія операційної системи на базі Mac OS X.

### Презентація і початковий випуск
iPhone OS 1 був представлена на конференції Macworld Conference & Expo в Moscone Convention Center в Сан-Франциско під час виступу Стіва Джобса 9 січня 2007 року разом з першим iPhone. Тоді Джобс сказав лише, що iPhone працює під керуванням OS X.
iPhone OS 1.0 була випущена разом з iPhone 29 червня 2007 року.

### Оновлення
| Версія | Збірка        | Дата випуску      | Примітки |
| ------ | ------------- | ----------------- | --- |
| 1.0    | 1A543a        | 29 червня 2007    | Початковий випуск |
| 1.0.1  | 1C25          | 31 липня 2007     | Виправлено помилки, включаючи виправлення безпеки для Safari |
| 1.0.2  | 1C28          | 21 серпня 2007    | Bug fixes |
| 1.1    | 3A101a        | 14 вересня 2007   | Початковий випуск на iPod Touch (1-го покоління). Ексклюзивно для цього пристрою. iPhone OS 1.1 містить iTunes Store, де можна придбати музику, фільми та мелодії дзвінка |
| 1.1.1  | 3A109a 3A110a | 27 вересня 2007   | Додає iTunes Store на iPhone; виправлення безпеки. |
| 1.1.2  | 3B48b         | 12 листопада 2007 | Виправлення помилок |
| 1.1.3  | 4A93          | 15 січня 2008     | Нові функції, в тому числі: - підтримка зміни розташування іконок на головному екрані; - підтримка створення вебкліпів на вебсайтах; - можливість відтворення фільмів, завантажених на Mac або ПК з магазину iTunes; - підтримка надсилання групових текстових повідомлень; - покращення Карт; - виправлення безпеки |
| 1.1.4  | 4A102         | 26 лютого 2008    | Виправлення помилок |
| 1.1.5  | 4B1           | 15 липня 2008     | Лише для iPod Touch (1-го покоління) |

1. ↑  Лише iPhone (1-го покоління)
2. ↑  Лише iPod touch (1-го покоління)

## Програми

### Вбудовані програми
- Text
- Календар
- Фотографії
- Camera
- YouTube
- Stocks
- Карти
- Погода
- Годинник
- Калькулятор
- Нотатки
- Параметри
- iTunes
- Телефон (лише iPhone)
- Музика (екслюзивно для iPod Touch)
- Відео (екслюзивно для iPod Touch)
- Пошта
- Safari
- iPod (лише iPhone)

### Сторонні програми
У iPhone OS 1 не було App Store або SDK для сторонніх розробників для створення підтримуваних програм. Натомість Apple доручила розробникам створювати вебпрограми, до яких можна було б отримати доступ із Safari.

## Підтримувані пристрої
- iPhone (1‑го покоління)
- iPod touch (1‑го покоління)